# モロニ＝バンバオ県
モロニ＝バンバオ県（モロニ＝バンバオけん、フランス語: Préfecture de Moroni-Bambao）はコモロ・グランドコモロ島の県。県庁所在地は同国の首都であるモロニ。
面積は約116平方キロメートル、人口は約12万人（2017年国勢調査）。カルタラ山北西部も含める。人口は県の中で最も多く、2番目に多いドモニ県とは2倍近い差がある。

## コミューン
4コミューンから成り立つ。さらにコミューンは18の都市・集落に区分される。
- モロニ
  - モロニ市

- バンバオ・ヤ・ジュー（フランス語版）
  - ムカジ（フランス語版）
  - ムヴォニ（フランス語版）
  - Mavingouni

- バンバオ・ヤ・ハリ（フランス語版）
  - Vouvouni
  - M'Dé
  - Séléa
  - Niomadzaha
  - Moidzaza Djoumbé
  - Mboudé ya djou
  - Daoeni
  - Dzahani
  - Boueni

- バンバオ・ヤ・ムボイニ（フランス語版）
  - Iconi
  - Mbachilé
  - Moindzaza Mboini
  - Ndrouani
  - Séréhini